# 罗布·富勒普
罗布·富勒普（Rob Fulop，1959年—）是美国游戏程序师。他制作两款热门雅達利2600游戏：《导弹指挥官》移植版和《惡魔襲擊》。他在雅达利期间还开发了雅达利2600游戏《夜間飆車》和雅达利8位家族版《太空侵略者》。